# Rune Lavin
Hans Stig Rune Lavin, född 22 december 1940 i Malmö, är en svensk jurist, professor och f.d. ledamot av Lagrådet.
Lavin blev jur.kand. vid Lunds universitet 1965, jur.lic. 1971 och disputerade för juris doktorsgraden 1972 på avhandlingen Domstol och administrativ myndighet. Rune Lavin var docent i offentlig rätt 1972–1978, professor i socialrätt 1978–1987 och i förvaltningsrätt 1987–1994, allt vid Lunds universitet. Han var dekanus för universitetets jurdiska fakultet 1984–1989. Han var expert i den s.k. viteskommittén 1979–1982, domare i försäkringsöverdomstolen 1990–1994, regeringsråd i Regeringsrätten (nuvarande Högsta förvaltningsdomstolen) 1994–1995 och 1999–2007 (2005–2007 som ordförande) samt justitieombudsman 1996–1999. Han var ledamot av Lagrådet under perioden 1991–2001 och som ordförande 2007-#2011. Sedan 2012 professor emeritus vid juridiska fakulteten i Lund.
I sitt författarskap behandlar Lavin frågor av offentligrättslig- och förvaltningsrättslig natur. Han är som gästföreläsare fortfarande aktiv i undervisningen.